# Cebrio suturalis
Cebrio suturalis is een keversoort uit de familie Cebrionidae. De wetenschappelijke naam van de soort is voor het eerst geldig gepubliceerd in 1835 door Boisduval.